# Sylvester Cotton
Sylvester Cotton war ein amerikanischer Sänger, Gitarrist und Songwriter des Country Blues.
Sylvester Cotton, über dessen Leben wenig bekannt ist, nahm in Detroit von 1948 bis 1949 insgesamt 19 Bluessongs für Bernie Besmans Pan American Record Company auf. Nur drei dieser Titel wurden in dieser Zeit veröffentlicht; sie erschienen auf Sensation Records und Modern Records, von denen zunächst eine 78er unter seinem Namen veröffentlicht wurde, Sak-Relation Blues mit der B-Seite Ugly Woman Blues (Modern 655). Die nächste Single,  I Tried (Modern 893) war gekoppelt mit einem Titel von John Lee Hooker. In diesem Lied verarbeitete Cotton seine aktuelle Situation im Studio von Brunie Besman:
Now listen to all you friends
that ever heard a record I made.
Remember just one thing: Lord,
Don't thank me, friends,
just thank one man, Mister Brunie Besman.
Weitere Songs Cottons waren u. a.  Big Chested Mama Blues, Brown Skin Woman, Three Cent Stamp Blues und Waitin' Blues.

## Lexikalischer Eintrag
- Colin Larkin (ed.). The Guinness Encyclopedia of Popular Music, Middlesex, Guinness Publishing, 1993 ISBN 0-85112-721-5.